# Movimentos musicais no Brasil
Alguns gêneros musicais brasileirosos são listados: como surgiram, em que ano, suas características e influências, e exemplos de algumas músicas e artistas de cada gênero.

## Bossa Nova
Foi o maior movimento musical brasileiro do século XX.Esse estilo musical teve início em 1958, onde os cantores abordavam em suas músicas, coisas que aconteciam no cotidiano das pessoas. A Bossa Nova teve fortes influências do jazz norte-americano e também do samba.
Garota de Ipanema (de Tom Jobim), Águas de Março (de Tom Jobim) e Aquarela (de Vinicius de Moraes) são uns exemplos de músicas de Bossa Nova.

## Música Popular Brasileira (MPB)
A MPB, a abreviação de Música Popular Brasileira, surgiu em 1966. O nome desse gênero musical é uma mistura de dois movimentos musicais. A MPB abrange algumas misturas de estilos musicais, como por exemplo o samba-rock, samba reggae e o samba pop.
Pra você guardei o amor (de Nando Reis), Linda Rosa (de Maria Gadú) e Erva Venenosa (de Rita Lee) são exemplos de MPB

## Tropicalismo
O tropicalismo, também conhecido como Tropicália, surgiu no final de 1960. O tropicalismo misturou alguns estilos musicais, tais como samba, rock, bossa nova, etc. Falavam sobre coisas do dia-a-dia e tinham tons poéticos. E influenciou outros gêneros musicais.
Aquele Abraço (de Gilberto Gil), Tropicália (de Caetano Veloso) e Cadê Teresa (de Jorge Ben) são algumas músicas Tropicálias.

## Clube da Esquina
Em 1963, Milton Nascimento conheceu os doze irmãos Borges, onde formou um grupo, sendo Salomão (o Lô) um dos Borges, integrante desse grupo, que foi chamado Clube da Esquina. Eram num total 11 integrantes.
Maria, Maria (de Milton Nascimento e Fernando Brant) e O Trem Azul (de Lô Borges e Ronaldo Bastos) são exemplos de músicas do Clube da Esquina.

## Manguebeat
Manguebeat (também grafado como manguebit ou mangue beat) é um movimento e contracultura surgido no Brasil a partir de 1991 em Recife (Pernambuco), que mistura ritmos regionais, como o maracatu, com rock, hip hop, funk e música eletrônica. O movimento tem como principais características nas letras, críticas ao abandono econômico-social do mangue, da desigualdade de Recife (sendo apenas um reflexo do descaso do Estado fora do eixo Rio-São Paulo.)
Sendo o caranguejo, forma de vida típica dos manguezais, que é capturado e vendido por trabalhadores da região, tornou-se o símbolo do movimento Manguebeat.